# Mark Belanger
Mark Henry Belanger (Pittsfield, Massachusetts, 8 de junio de 1944-Nueva York, Nueva York, 6 de octubre de 1998), más conocido como Mark Belanger, fue un jugador profesional estadounidense de béisbol que se desempeñó en la posición de campocorto en las Grandes Ligas de Béisbol (MLB). Es poseedor de ocho Guantes de Oro.

## Carrera
Belanger jugó como profesional 17 temporadas en Baltimore Orioles (1965-1981), después pasó a Los Angeles Dodgers, donde jugó una temporada (1982), y fue el equipo en el que se retiró.

## Premios
Fue galardonado con el Guante de Oro en ocho oportunidades (1969, 1971, 1973, 1974, 1975, 1976, 1977 y 1978).